# Prepyreneeën
| ■ Pyreneeën ■ Prepyreneeën ■ Centrale depressie van Catalonië ■ Pequeñas uitlopers in de centrale depressie | ■ Cordillera Transversal ■ Cordillera Prelitoral ■ Cordillera Litoral ■ Depresiones Litoral y Prelitoral y otras llanuras costeras |

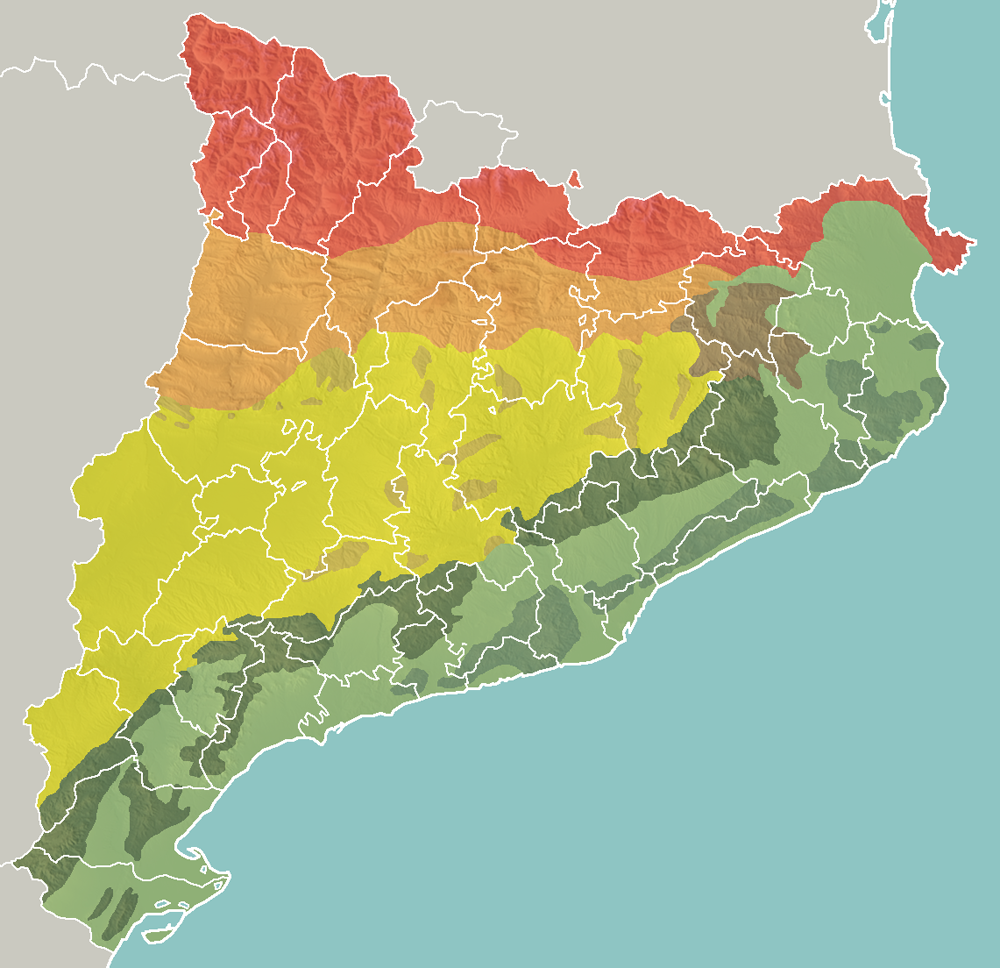
Geomorfologische kaart van Catalonië:

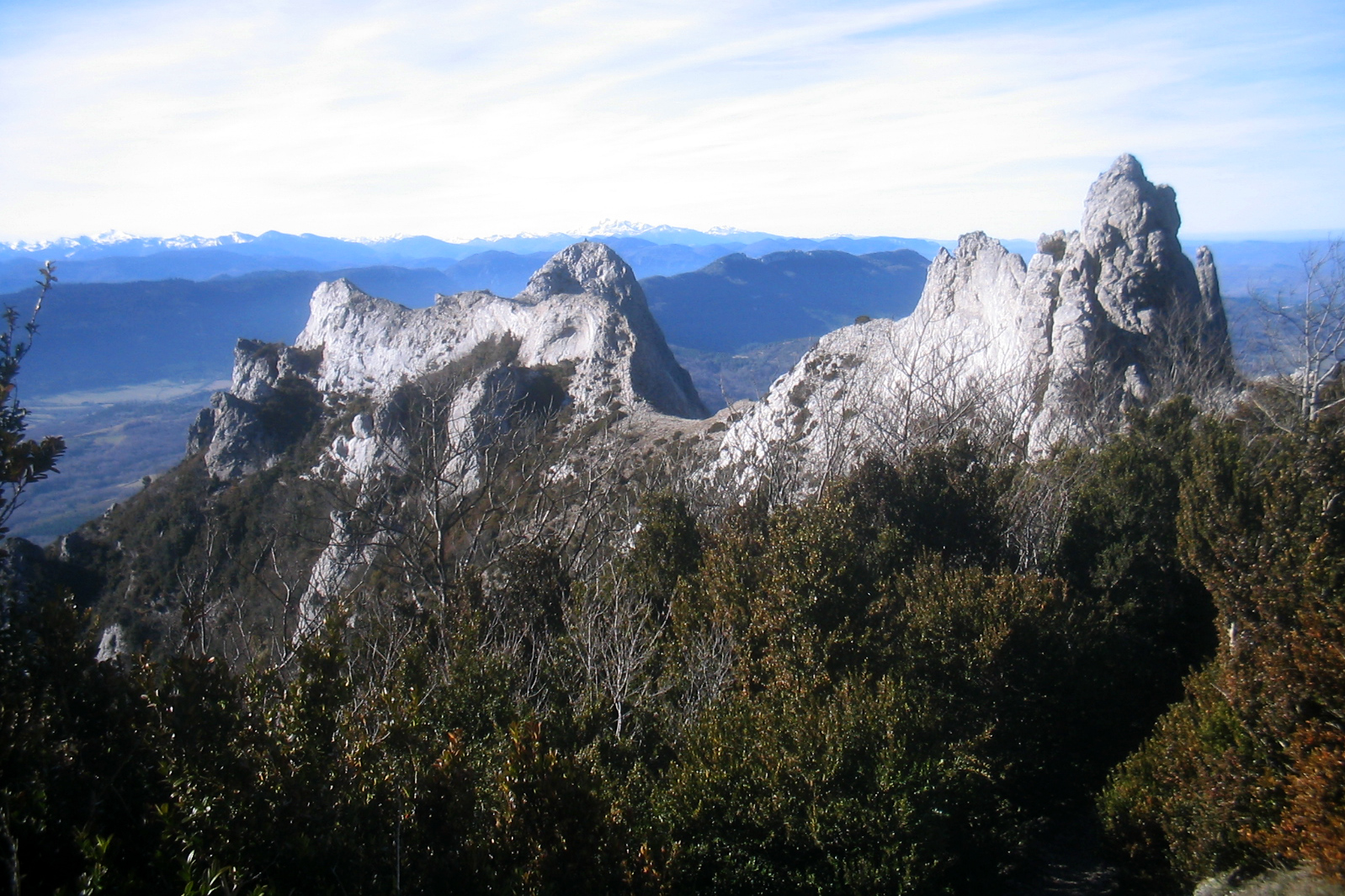
De toppen van het Corbièresgebergte, de enige uitlopers van de Pyreneeën aan de noordzijde

De Prepyreneeën zijn de uitlopers van de Pyreneeën.

## Omschrijving
De bergachtige Prepyreneeën maken deel uit van de Pyreneeën. Ze loopt parallel van oost naar west aan dat gebergte. Aan de oostelijke kant ligt een gebied dat bekendstaat als de Subpyreneeën.
Aan de Franse zijde komen de Pyreneeën nogal abrupt omhoog waardoor aan de noordelijke zijde de Prepyreneeën beperkt is tot het Corbièresgebergte tot aan het oostelijke eind van het bergmassief. Het Massif de Plantaurel, verder naar het westen, is ook noemenswaardig maar zijn geen duidelijke uitlopers.
Maar aan de Iberische zijde is het plaatje totaal anders: een groot en complex systeem van uitlopers dat zich uitstrek van Navarra via het noorden van Aragon tot aan de Middellandse Zeekust in Catalonië.

## Belangrijkste bergketens
Hoewel de hoogste pieken in de Prepyreneeën niet zo hoog zijn als in de Pyreneeën zelf reiken sommige toppen tot aan de 2500 meter. De belangrijkste bergketens zijn:
Noordzijde:
- Corbières
- Massif de Plantaurel

Zuidzijde:
- Serra del Montsec
- Serra del Cadí
- Serra de Boumort
- Serra de Moixeró
- El Port del Comte
- Serra de Montgrony
- Sierra de Guara
- El Turbón
- Sierra de Sis
- Sierra de Santo Domingo
- Sierra de Loarre
- Sierra de Javierre
- Sierra Caballera
- Sierra de Leire